# Jiří Zahajský
Jiří Zahajský (19. ledna 1939 Mšeno – 19. července 2007 Praha) byl český herec. Byl členem Divadla na Vinohradech, Divadla za branou a dlouholetým členem Činoherního klubu v Praze. Hrál v řadě českých filmů vážných i komediálních.

## Životopis
Jiří Zahajský se narodil ve Mšeně u Mělníka. Už jako dítě projevoval sklony k herectví, když hrál v ochotnickém představení Sněhurka trpaslíka Šmudlu. Po válce se rodina Zahajských přestěhovala do Děčína. Už jako student tam hrál v tehdy velmi kvalitním souboru ochotníků pod vedením režiséra Jana Hipiuse (1911 - 1989). Ten rozpoznal Zahajského talent a vyjednal mu zkoušky ke studiu u E. F. Buriana. Zahajský poté vystudoval ještě herectví na DAMU a stal se členem Vinohradského divadla (1961–1965 ). V letech 1962-64 byl členem Uměleckého vojenského souboru se sídlem v Praze na Pohořelci, s nímž sjezdil značnou část tehdejšího Československa. V souboru s ním mj. byli také jeho budoucí kolegové v Činoherním klubu, Jiří Kodet, Petr Skoumal a Jiří Hrzán.
V roce 1965 se Zahajský stal členem Divadla za branou, kde hrál společně s Vladimírem Menšíkem např. ve hře Maškary z Ostende. V roce 1972 bylo administrativně Divadlo za branou zrušeno a Zahajský společně s Libuší Šafránkovou odešli do Činoherního klubu. Jeho kolegy byli mj. Petr Čepek, Jiřina Třebická, Josef Somr, Jiří Kodet, Jiří Hrzán a další.
Jiří Zahajský ve filmu a v televizi vytvářel především drobné postavy. Nezapomenutelná je jeho postava inspektora Trachty z komedie Rozpuštěný a vypuštěný. Vytvořil několik rolí kriminalistů, jeho plnovous mu dal příležitost k ztvárnění rolí hajných, hrál i v rolích otců (TV seriál Křeček v noční košili). Tatínky hrál i v celé řadě televizních pohádek především v 80. letech.
Jiří Zahajský byl po 31 let životním partnerem televizní hlasatelky Kamily Moučkové, od roku 1992 byl čtvrtým manželem herečky Jany Brejchové. Jiří Zahajský zemřel v Praze po dlouhém boji s rakovinou prostaty 19. července 2007.

## Divadelní role, výběr
- 1978 Jaroslav Vostrý: Tři v tom, Zanni, Činoherní klub, režie Jiří Menzel
- 1982 N. V. Gogol: Hráči, Švochněv, Činoherní klub, režie Ladislav Smoček
- 1997 William Shakespeare: Zkrocení zlé ženy, Šlechtic, Vincentio, Činoherní klub, režie Michal Lang

## Filmografie
(Filmografie zde uvedená nemusí být úplná)

### Film
| - Lidé jako ty, 1960 – učeň Tarzan - Valčík pro milion, 1960 – saxofonista Standa - Florián, 1961 – student - Strop, 1961 – hlas studenta - Bylo nás deset, 1963 – voják Standa Kubík, vedoucí souboru - 7 zabitých, 1965 – řidič – násilník - Čtyři v kruhu, 1967 – vyšetřovatel SNB - Maratón, 1968 – německý miřič - Jsem nebe, 1970 – Zahajda - …a pozdravuji vlaštovky, 1972 – Polda - Rodeo, 1972 – role neuvedena - Tři nevinní, 1973 – Hloušek - Sokolovo, 1974 – četař Korima - Na konci světa, 1975 – Šebek - Město nic neví, 1975 – Lukeš - Boty plné vody, 1976 – Hrubý (povídka Zimní vítr) - Dům Na poříčí, 1976 – inženýr - Proč nevěřit na zázraky, 1977 – německý důstojník - Oddechový čas, 1977 – mistr | - Jak se točí Rozmarýny, 1977 – otec Rozmarýny - Nechci nic slyšet, 1978 – adoptivní otec - Past na kachnu, 1978 – Kvěch - Čas pracuje pro vraha, 1979 – Karlíček - Brontosaurus, 1980 – lesník - Signum laudis, 1980 – Lorisch - Krakonoš a lyžníci, 1981 – skelmistr - Jára Cimrman ležící, spící, 1983 – Emil Holub - Modré z nebe, 1983 – pan Meisner - Levé křídlo, 1983 – Jirsák - Rozpuštěný a vypuštěný, 1984 – Trachta - …nebo být zabit, 1985 – hajný - Mravenci nesou smrt, 1985 – Mařák - Pavučina, 1986 – otec - Byli jsme to my?, 1990 – scénograf - Zamilovaná, 1991 – role neuvedena - Žebrácká opera, 1991 – Harry Filch - Řád, 1994 – hejtman - O třech rytířích, krásné paní a lněné kytli, 1996 – hradní pán |

### Televizní role
| - 1966 Eliška a její rod, 5. díl (TV seriál) – Honza Páral - 1968 Hříšní lidé města pražského (TV seriál) – mladý poručík (2. díl) - 1968 Sňatky z rozumu (TV seriál) - 1970 Hrabě Drakula - 1971 F. L. Věk (TV seriál) – příručí Matěj - 1974 Třicet případů majora Zemana (TV seriál) – příběh z r. 1951 – Turek - 1978 Slečna Rajka - 1979 Cukrárna - 1978 Zákony pohybu (TV seriál) – vedoucí PAM a ekonomický náměstek n. p. Radiana Miroslav Malíř - 1979 Inženýrská odysea (TV seriál) – pracovník ÚV KSČ Tesař - 1980 Veronika, prostě Nika (TV film) – ředitel školy - 1981 Předeme, předeme zlatou nitku - 1981 Okres na severu (TV seriál) – hajný Vojtěch Kostřica - 1981 Tři v tom - 1982 Jak Jaromil ke štěstí přišel – uhlíř - 1983 Hráči - 1983 Jára Cimrman ležící, spící – dr. Emil Holub - 1984 Chán Sulejmán a víla Fatmé - 1985 Rozpuštěný a vypuštěný – policejní inspektor Václav Trachta - 1985 O Honzovi a princezně Dorince - 1986 O Popelákovi – Popelákův otec - 1987 Balónová pohádka – král - 1988 Křeček v noční košili (TV seriál) – otec Berka - 1990 Jehlice Sluneční paní – kouzelník - 1990 Koho ofoukne větříček | - 1991 Dno - 1991 Dveře - 1991 Koho ofoukne větříček - 1991 Kruh - 1991 Pilát Pontský, onoho dne - 1991 Tvrz - 1991 Ukradený kaktus - 1991 Usmívat se, prosím - 1991 Útěk do vězení - 1992 Co teď a co potom (TV seriál) – Karel - 1993 Zelený rytíř – Bertil / Zelený rytíř - 1995 Život na zámku (TV seriál) – podnikatel Hruška - 1995 Hříchy pro diváky detektivek (TV seriál) - 1995 Netrpělivost srdce - 1997 O vílách Rojenicích - 1997 Svatba - 1997 Zákeřná diagnóza - 1998 Atentát na ministra financí - 1999 Jeníček a Mařenka - 2006 O malíři Adamovi – otec |

## Práce pro rozhlas
- 1999 Dmitrij Sergejevič Merežkovskij: Leonardo da Vinci, desetidílný rozhlasový seriál. Z překladu Anny Teskové připravil dramatizaci Roman Císař, v dramaturgii Jany Paterové režírovala Markéta Jahodová. Osoby a obsazení: Leonardo da Vinci (Viktor Preiss), Giovanni /Antonio/ Boltraffio (Tomáš Petřík), Cipriano Buonaccorsi (Karel Pospíšil), Grillo (Stanislav Fišer), Antonio da Vinci (Rostislav Čtvrtlík), Giorgio Merula (Vladimír Ráž), Strocco (Pavel Pípal), Faustino (Rudolf Kvíz), Girolamo Savonarola (Jiří Zahajský), Cesare da Sesto (Vladimír Dlouhý), Salaino, vl.jm. Gian Giacomo Caprotti (Jan Hrubec), Marco d'Oggione (Zdeněk Hruška), Mona Cassandra (Lenka Krobotová), Zoroastro (Alois Švehlík), dvorní topič (Steva Maršálek) a další. Hudba: Lukáš Matoušek.[2]